# Mette Finderup
Mette Finderup, född 14 juli 1968 i Hobro, är en dansk författare som skriver böcker i två genrer: fantasy och humoristiska böcker för barn och ungdomar.

## Biografi
Finderup växte upp i byn Hvornum. Vid 17 års ålder flyttade hon till Hobro, där hon läste samhällsvetenskap vid Hobro Gymnasium (nu Mariagerfjord Gymnasium). 1989 läste hon in en fil. kand. i  litteraturhistoria vid Aarhus universitet.
Efter examen arbetade hon ett år i en bokhandel och blev sedan skolkonsult på FDB (nu Coop Danmark). Därefter var hon anställd på förlaget Benjamin media, där hon bl.a. var chefredaktör för Bilmagasinet (utan att ha körkort). Under denna period utvecklade hon en kvinnotidskrift tillsammans med journalisten Mette Holbæk. Det blev tidningen Woman, för vilken de två var medredaktörer, tills Mette Finderup lämnade tidningsbranschen 2000. I stället började hon arbeta med barn- och ungdomsböcker, först som redaktör för barnbokklubben For Børn hos Albert Bonniers förlag, och sedan som redaktör för Gyldendals barnbokklubbar.
2003 blev hon egenföretagare och grundade företaget Abrasax, som sålde texter, idéer och speldesign. 2005 var hon idéförfattare på TV 2:s julkalender Jul i Valhal, tillsammans med Lene Kaaberbøl och Merlin P. Mann. Samma år publicerades hennes första bok, och sedan 2009 har hon uteslutande levt på sitt skrivande samt föreläst och undervisat i skrivande.
År 2007 vann hon Orla-priset för Emmy 3 -Den fedeste sommer, or not. 2014 fick hon Municipal School Library Associations författarpris från Edvard Pedersen Library Foundation för sitt författarskap symboliserat  2014 fick hon också de danska skolbibliotekariernas barnbokpris för hela sitt författarskap.

### Rollspelspionjär
Mette Finderup har varit en av pionjärerna för rollspel i Danmark. sedan början av 90-talet och var bland annat general för den stora Århus rollkongress Fastaval 1995 och 1996.
På 90-talet bildades en kärna av kreativa krafter kring utvecklingen av rollspel i Danmark, av vilka flera är aktiva författare idag (förutom Mette Finderup även Alex Uth, Merlin P. Mann, Dennis Gade Kofod och Thomas Munkholt).